# 추아파주

추아파주의 위치

추아파주(프랑스어: Tshuapa)는 콩고 민주 공화국 중부에 위치한 주로 주도는 보엔데이며 면적은 132,940km2, 인구는 1,316,855명(2005년 기준), 인구 밀도는 9.9명/km2이다.
2006년에 개정되어 2015년에 시행된 콩고 민주 공화국 헌법에 따라 에카퇴르주에서 분리되어 신설되었다. 북쪽으로는 몽갈라주, 동쪽으로는 초포주, 남쪽으로는 상쿠루주, 카사이주, 남서쪽으로는 마이은돔베주, 북서쪽으로는 에카퇴르주와 접한다.